# Histrio histrio
El pez de los Sargazos (Histrio histrio) es un pez sapo de la familia Antennariidae, encontrado en la superficie flotante del Mar de los Sargazos en todos los océanos subtropicales.  Mide 20 cm
Este pez tiene numerosos apéndices cárneos parecidos a dedos para confundirse con la flotante maleza sargazo donde se lo halla. Tiene un largo y delgado pectoral.
Se inmovilizan para esperar pasar crustáceos y pequeños peces, avanzando rápidamente para atrapar a su presa.